# Ksawerów (powiat łęczycki)
Ksawerów – wieś w Polsce położona w województwie łódzkim, w powiecie łęczyckim, w gminie Grabów.

## Historia
Przed II wojną światową miejscowość licznie zamieszkiwali ewangeliccy mennonici (Olędrzy), po których do dziś zachował się zabytkowy cmentarz pochodzący z XVIII w. Nekropolia ta znajduje się obecnie w złym stanie technicznym, położona jest poza obębem wsi przy polnej drodze odbijającej na południe od drogi łączącej Kłodawę z 
Topolą Królewską.
W latach 1975–1998 miejscowość należała administracyjnie do województwa konińskiego.